# 三立台灣台
三立台灣台（英語：SET Taiwan Channel），為三立電視旗下頻道之一，主要播放節目類型為臺灣台語連續劇、歌唱節目、美食節目，2014年11月1日起，啟用高畫質版「三立台灣台HD」。

## 歷史
三立台灣台原定頻有線電視第21頻道，後定頻在有線電視29頻道。

### 三立頻道時期
- 1993年9月，「三立頻道」開播，成為因發行秀場錄影帶（錄影秀）而成名的三立影視進軍有線電視市場的第一個頻道，當時的頻道定位為綜藝娛樂台。
- 早期的頻道內容以播放三立影視過去自製的秀場錄影帶（例如《金牌點唱秀》等）為主，也有專為有線電視製作的節目如《21世紀新人歌唱排行榜》。

### 博視三立台時期
- 1995年3月1日，三立頻道被博新多媒體納入旗下，改名為「博視三立台」。

### 三立綜藝（三立1台）時期
- 之後隨著「三立CITY都會」（三立2台）開播，「三立頻道」改名為「三立綜藝」（三立1台），並與「三立CITY都會」合組為「三立衛星電視」。

### 三立台灣台時期

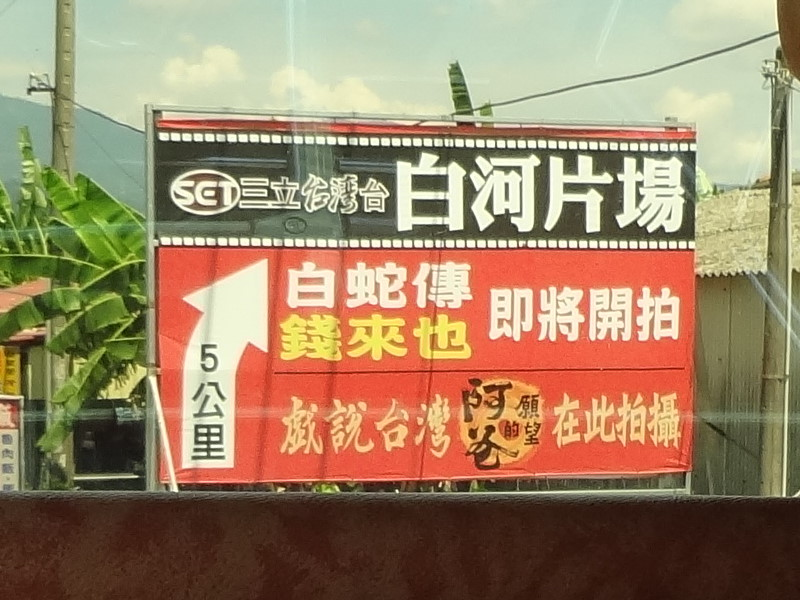
臺南市白河區三立台灣台白河片場廣告布幕

- 2000年5月12日，原三立綜藝台以及三立台灣台（原三立戲劇台，1997年轉型）合併改名為三立台灣台，並推首部八點檔連續劇《阿扁與阿珍》。
- 2014年11月1日，三立台灣台高畫質版「三立台灣台HD」試播，但僅臺南市新永安有線電視[3]及臺中市威達雲端電訊[4]上架。
- 2015年2月16日，三立台灣台畫面比例全改為16:9。並陸續在各大有線電視系統升為HD畫質。
- 2015年8月7日，三立台灣台正式以HD高畫質播出，並更換鏡面和標示HD字樣的台標。（類比訊號原先也有標示HD字樣，但於10月7日取消標示﹚
- 2016年3月10日起，三立台灣台正式於三立匯流影音平台『Vidol威網』上提供Live聯播服務。

## 頻道簡介
三立臺灣臺定位為臺灣本土多元化綜藝娛樂臺，由於目標收視族群與民視無線台近似，故常被民間全民電視公司視為主要競爭對手；三立臺灣臺八點檔連續劇之收視率，也常常被拿來與民視無線台八點檔連續劇比較。
- 2000年6月，AC尼爾森全國收視調查，三立臺灣臺榮登全國有線電視收視總排行頻道第一。
- 2001年2月，八點檔【台灣阿誠】收視率超越無線四臺八點檔，躍登全國第一。同年9月，第36屆金鐘獎【草地狀元】獲文教資訊節目，澎恰恰獲文教資訊節目主持人獎。
- 2004年11月，第39屆金鐘獎【黃金夜總會】主持人澎恰恰、江淑娜獲歌唱音樂節目主持人獎。
- 2006年12月，第41屆金鐘獎【草地狀元】主持人黃西田獲社區綜藝節目主持人，【黃金夜總會】主持人澎恰恰、賀一航獲歌唱綜藝節目主持人獎。
- 2007年11月，第42屆金鐘獎【天下第一味】獲年度電視節目行銷獎。
- 2012年10月，第47屆金鐘獎【超級夜總會】主持人澎恰恰、許效舜獲綜藝節目主持人獎。
- 2014年10月，第49屆金鐘獎【超級夜總會】獲綜藝節目獎。

## 節目
- 節目名稱前標有◇者，為完全外購自其他電視台之節目

### 愛台客（原台灣地理雜誌）
- 寶島神很大（週三）
- 回到小學的那1天（週四）
- 台灣尚青（週三）
- 鳳中奇緣（週四）
- 用心看台灣（週五）
- 歐吉尚遊台灣（週六）
- 萬事OK團（週六）
- 第三隻眼（週日）
- 寶島漁很大（週日）
- 台中迓媽祖（週五）
- 青春好7淘（週四）
- 呷飽未（週四）
- 出發吧女孩（週四）
- 媽呀！好好玩（週四）
- 草地狀元(週一)
- 我們這一攤（週四）
- 在台灣的故事（週四）
- 天后出發吧 (週四)
- Linking 368 Taiwan  (週四)
- 瓜田冠軍的誕生（週四）
- 阮三個2（週四）

### 歌唱綜藝節目
- 超級紅人榜
- 超級夜總會
- 阿姐萬歲(每週一跟週二)
- 豬哥亮歌廳秀
- 點唱秀系列（超級點唱秀、金牌點唱秀、王牌點唱秀、冠軍點唱秀）
- 蘭色恰恰
- 藝界人生
- 黃金夜總會
- 歡樂1級棒
- 新台灣之歌
- 歡樂大滿貫
- 金曲排行榜
- 台灣大廟口
- 台灣群星會
- 台灣超級之星
- 台語金曲排行榜
- 台灣最美麗的聲音
- 21世紀新人歌唱排行榜
- 新人排行榜 歡樂大對抗

### 資訊節目
- 健康零距離
- 幸福家庭計劃
- 第3隻眼
- 神佛正傳
- 台灣漫談（三立3台吳樂天講古）
- 快樂三人行
- 台灣新樂園
- 八點大小聲
- 穿梭陰陽界
- 九點放輕鬆
- 台灣鄉土情
- 寶島劇場 奇奇怪怪報你知
- 美食鳳味
- 大嫂研究所
- 健康有方
- 健康大小事
- 姐姐當家

### 兒童節目
- 台灣囝仔Do Re Mi
- 寶島eye嬉遊
- 魔法列車Do Re Mi

### 特別節目
- 《2016高雄愛Sharing夢時代跨年晚會》（2015年12月31日22:00）
- 《2017 花蓮太平洋觀光節》（2016年12月31日22:00）
- 《金雞獻瑞迎新春》（2017年1月27日20:00，與華視共同製作）
- 《2018星光璀璨迎花博台中跨年晚會麗寶后里現場》（2017年12月31日19:00，和中視同步播出）
- 《2018超級華人風雲大賞》（2018年2月15日20:00，與三立都會台共同播出）
- 《2019 花蓮太平洋觀光節》（2018年12月31日22:30）
- 《2019超級華人風雲大賞》（2019年2月4日20:00，與中視共同製作）
- 《2020 花蓮太平洋觀光節》（2019年12月31日22:30，與MTV同步播出）
- 《2020超級華人風雲大賞》（2020年1月24日20:00，與中視共同製作）
- 《2021 花蓮太平洋觀光節》（2020年12月31日22:00，與MTV、三立新聞網同步播出）
- 《2021超級華人風雲大賞》（2021年2月11日20:00，與三立都會台共同播出）
- 《2022花蓮太平洋觀光節跨年演唱會》(2021年12月31日22:00)
- 《2022超級華人風雲大賞》（2022年1月31日20:00，與三立都會台共同播出）
- 《2023麗寶跨年演唱會》（2022年12月31日21:00，與華視主頻共同播出）
- 《2023超級華人風雲大賞》（2023年1月21日20:00，與三立都會台、中視共同播出）
- 《2024 LINE FRIENDS TOWN 麗寶跨年演唱會》(2023年12月31日20:00，與華視主頻共同播出）
- 《傳說對決 麗寶跨年演唱會2025》（2024年12月31日22:15）

## 外部連結
- 三立電視官方網站（页面存档备份，存于）
- 三立華劇的Facebook專頁
- YouTube上的三立電視頻道